# Jamie Woon
Jamie Woon (New Malden, 29 maart 1983) is een Britse zanger, componist en muziekproducent. In zijn muziek combineert hij elektronica, soul en popmuziek.

## Biografie
Woon is de vierde generatie uit een muzikale familie: Hugh McKenna en Ted McKenna maakten in de jaren zeventig deel uit van de Sensational Alex Harvey Band. Zijn moeder, Mae McKenna, is een bekende Engelse folk-, celtic- en sessiezangeres.
Woon speelde op de lagere school saxofoon en vanaf zijn vijftiende akoestische gitaar. Niet lang daarna schreef hij zijn eerste lied en deed hij een opleiding aan de BRIT School in Londen. Na optredens van Son of Dave en Reggie Watts bijgewoond te hebben, besloot Woon gebruik te maken van loops om met enkel zijn stem (door te beatboxen) tegelijkertijd verschillende partijen te kunnen spelen. Deze werkwijze werd in 2010 gefilmd voor de videoclip van het lied "Spirits". Bij optredens wordt Woon geregeld begeleid door bassist Blue en drummer Reso.
In 2006 verscheen van zijn hand een demo op 12-inchsingle met alleen een A-kant, getiteld Wayfaring Stranger. Dit lied is een traditionele folksong waarvan de oorsprong onbekend is. Het is door velen gezongen, onder meer door Johnny Cash, Dolly Parton, Dusty Springfield, Michael Franti en Tim Buckley. Het lied werd wederom uitgegeven in februari 2007, samen met enkele remixen. De dubstepinnovator Burial werkte aan deze versie van Wayfaring Stranger mee. Later in dat jaar kwam er een a-capellaversie uit. Deze versie verscheen na hiervoor speciaal te zijn uitgekozen door Gilles Peterson, een radiodeejay van de BBC. In 2009 maakt hij een cover van You're Not Alone van Olive.
In de daarop volgende jaren werkte Woon zowel voor als samen met een aantal producenten, onder wie Ramandanman, die in 2010 de single "Night Air" remixte. Ook speelde hij samen met onder anderen Amy Winehouse. Woons debuutalbum 'Mirrorwriting' verscheen begin 2011.

## Discografie

### Albums
| Album met eventuele hitnotering(en) in de Nederlandse Album Top 100 | Datum van verschijnen | Datum van binnenkomst | Hoogste positie | Aantal weken | Opmerkingen |
| ------------------------------------------------------------------- | --------------------- | --------------------- | --------------- | ------------ | ----------- |
| Mirrorwriting                                                       | 15-04-2011            | 23-04-2011            | 38              | 15           |             |

| Album met hitnotering(en) in de Vlaamse Ultratop 200 albums | Datum van verschijnen | Datum van binnenkomst | Hoogste positie | Aantal weken | Opmerkingen |
| ----------------------------------------------------------- | --------------------- | --------------------- | --------------- | ------------ | ----------- |
| Mirrorwriting                                               | 2011                  | 23-04-2011            | 9               | 35*          |             |

### Singles
| Single met eventuele hitnotering(en) in de Nederlandse Top 40 | Datum van verschijnen | Datum van binnenkomst | Hoogste positie | Aantal weken | Opmerkingen                 |
| ------------------------------------------------------------- | --------------------- | --------------------- | --------------- | ------------ | --------------------------- |
| Lady luck                                                     | 07-03-2011            | -                     |                 |              | Nr. 56 in de Single Top 100 |
| Night air                                                     | 24-01-2011            | -                     |                 |              | Nr. 90 in de Single Top 100 |

| Single met hitnotering(en) in de Vlaamse Ultratop 50 | Datum van verschijnen | Datum van binnenkomst | Hoogste positie | Aantal weken | Opmerkingen |
| ---------------------------------------------------- | --------------------- | --------------------- | --------------- | ------------ | ----------- |
| Wayfaring stranger                                   | 2007                  | -                     |                 |              |             |
| Night air                                            | 2011                  | 05-02-2011            | 15              | 12           |             |
| Lady luck                                            | 2011                  | 16-04-2011            | 29              | 7            |             |
| Shoulda                                              | 27-06-2011            | 16-07-2011            | tip3            | -            |             |